# 张鸿星
张鸿星（1967年8月—2023年4月1日），男，汉族，江西婺源人，中华人民共和国政治人物，中国共产党党员，第十三届全国人民代表大会江西省代表。

## 生平
2015年3月，任抚州市人民政府市长。2018年，张鸿星被选为江西省出席第十三届全国人民代表大会代表。2021年3月，任中共抚州市委书记。
2021年6月，任江西省人民政府副省长。同年11月，当选为第十五届中共江西省委常委、委员。12月，兼任省委政法委书记。
2022年5月，跨省履新中共重庆市委常委、委员。同年6月，任重庆两江新区党工委书记。
2023年4月1日，据重庆市张鸿星同志治丧工作小组消息，张鸿星因病医治无效于当日去世，享年55岁。亦有消息指出其因抑郁轻生而亡。